# Robert Templeton (Zoologe)

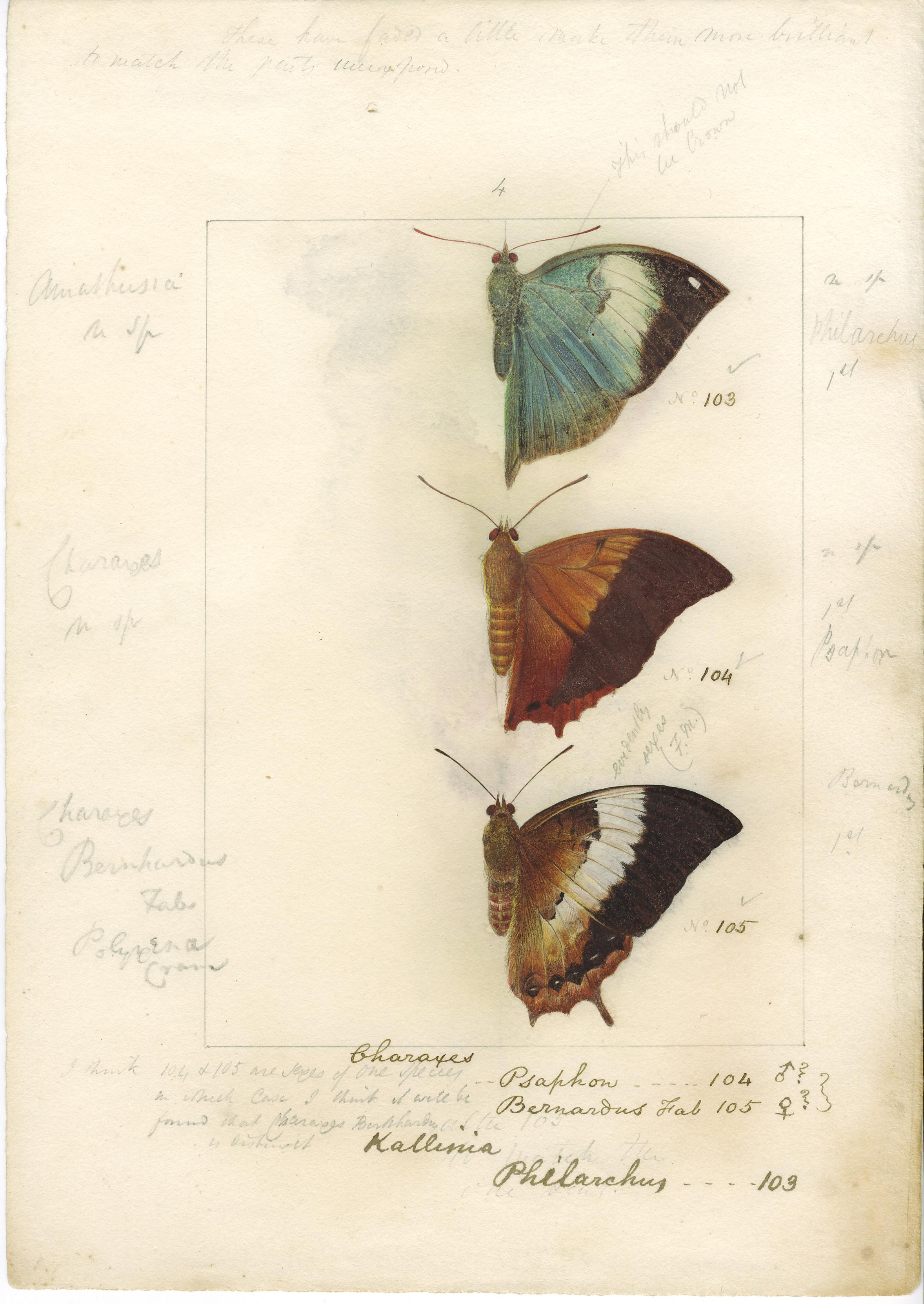
Templetons Zeichnungen von Schmetterlingen aus Ceylon (Rhopalocera)

Robert Templeton (* 12. Dezember 1802; † 2. Juni 1892) war britischer Militärarzt und Naturforscher (Entomologe).

## Leben
Templeton war der Sohn des Botanikers John Templeton (1766–1825), ging in Belfast zur Schule und studierte ab 1821 Medizin in Edinburgh. 1833 wurde er Militärarzt bei der Royal Artillery. Er war in Mauritius, Rio de Janeiro, Ceylon, Malta, Korfu und Albanien stationiert und 1839 bis 1851 nochmals in Ceylon, wobei er auch Indien mehrfach besuchte. Überall sammelte er Insekten und Wirbellose. Danach nahm er am Krimkrieg teil, wurde Surgeon-Major (1855) und ging 1860 in Pension.
Seine ersten entomologischen Veröffentlichungen betrafen 1836 Zottenschwänze (Thysanura), von denen er mehrere neue Arten beschrieb. In Ceylon sammelte er teilweise  mit Edgar Leopold Layard Schmetterlinge, Käfer und Hautflügler, viele davon von anderen Wissenschaftlern beschrieben wie Francis Walker (1809–1874). Templeton war ein guter Zeichner und hielt die meisten seiner Funde in Zeichnungen und Wasserfarben fest. Ein Großteil der Sammlung kam ans Natural History Museum, andere Teile kamen ans Ulster Museum in Belfast. Neben Insekten sammelte er auch zum Beispiel Mollusken, ebenfalls mit Beschreibungen neuer Arten. Er entdeckte auch neue Vögel auf Ceylon (beschrieben von Edward Blyth oder Layard) und befasste sich mit den Affen. Seine Beobachtungsergebnisse fanden Eingang in Ceylon. An Account of the Island, Physical, Historical, and Topographical von James Emerson Tennent (1859). Templeton veröffentlichte auch über Spinnen.